# Johann Moritz Bidembach
Johann Moritz Bidembach (* um 1565 in Stuttgart; † 1624; auch Johann Moritz Bidenbach und Johann Mauritius Bidembach) war ein deutscher lutherischer Theologe.

## Leben
Johann Moritz Bidembach, geboren um 1565 wohl in Stuttgart als Sohn Wilhelm Bidembachs, war Präzeptor in Königsbronn, später auch Respondent der Universität Tübingen, an der er seit dem 25. Mai 1583 studiert hatte. Seit 1602 war er Pfarrer in Owen. Er gehörte der Familie Bidembach an und starb 1624. Verheiratet war er mit Margarete Busch.

## Werk
- Cousilia theologica (zusammen mit Felix Bidembach)